# Elección presidencial de Israel de 2000
La elección presidencial de Israel de 2000 fue llevada a cabo de forma indirecta el 31 de julio de 2007, siguiendo la renuncia de Ezer Weizman. Los 120 miembros de la Knesset votaron por mayoría absoluta del total de los miembros al nuevo presidente de Israel por un mandato único (sin posibilidad de reelección) de 7 años.
Moshe Katsav, un político del Likud, se postuló contra Shimon Peres, ex primer ministro de Israel. Sorprendentemente, la Knesset eligió a Katsav por 63 a 57. Katsav asumió el cargo de presidente de Israel el 1 de agosto de 2000. Fue el primer presidente israelí que juró por un período de siete años, así como el primer candidato de la partido de derecha Likud para ser elegido para el cargo.
El presidente de Israel tiene fundamentalmente tareas formales y protocolares. Ostenta el título de Jefe del Sanedrín, el ente judicial y legislativo supremo del pueblo judío en la Tierra de Israel. Es el jefe de Estado del país, representa la unidad del país, del Estado y del pueblo por arriba de las diferencias partidarias. Por esto, en general las personas que han sido elegidas tuvieron gran recorrido en la política del país o del pueblo de Israel.

## Resultado
|  | 52.50 % |

|  | 47.50 % |

|  | 100 % |